# Nyctemera tritum
Nyctemera tritum är en fjärilsart som beskrevs av Swinhoe 1892. Nyctemera tritum ingår i släktet Nyctemera och familjen björnspinnare. Inga underarter finns listade i Catalogue of Life.